# Cyrtopodion
Cyrtopodion (лат.) — род пресмыкающихся из семейства гекконовых. В случае, если род тонкопалых гекконов (Tenuidactylus) признаётся младшим синонимом этого рода, его русское название распространяется на род Cyrtopodion.
Длина тела до 8 см. Пальцы длинные и искривлённые, снабжены когтями. Хорошо выражена сегментация хвоста. Зрачок вертикальный, с зазубренными краями.

## Классификация и распространение
Род включает 24 вида:
- Cyrtopodion agamuroides — агамообразный голопалый (тонкопалый) геккон[3]; распространён в Пакистане и юго-восточном Иране
- Cyrtopodion aravallensis; обитает в северной Индии
- Cyrtopodion baigii; эндемик северного Пакистана, описан в 2008 году
- Cyrtopodion belaense; эндемик южного Пакистана, описан в 2011 году
- Cyrtopodion brevipes — коротконогий голопалый (тонкопалый) геккон[3]; эндемик Ирана
- Cyrtopodion fortmunroi; эндемик Пакистана, описан в 1993 году
- Cyrtopodion gastrophole; эндемик Ирана
- Cyrtopodion golubevi; эндемик юго-восточного Ирана (Систан-Белуджистан), описан в 2010 году
- Cyrtopodion hormozganum; распространён в Иране, описан в 2012 году
- Cyrtopodion indusoani; эндемик Пакистана, описан в 1988 году
- Cyrtopodion kachhense — синдский голопалый (тонкопалый) геккон[3]; распространён в Иране, Пакистане, прилегающих районах Индии
- Cyrtopodion kiabii; эндемик южного Ирана
- Cyrtopodion kirmanense; эндемик восточного Ирана
- Cyrtopodion kohsulaimanai; эндемик Пакистана, описан в 1991 году
- Cyrtopodion mansarulus; эндемик северной Индии
- Cyrtopodion medogense; эндемик северо-восточного Китая
- Cyrtopodion montiumsalsorum — пуньябский голопалый (тонкопалый) геккон[3]; эндемик северного Пакистана
- Cyrtopodion persepolense; эндемик Ирана, описан в 2010 году
- Cyrtopodion potoharense; эндемик северного Пакистана, описан в 2001 году
- Cyrtopodion rhodocauda;; эндемик северного Пакистана (Белуджистан), описан в 1998 году
- Cyrtopodion rohtasfortai; эндемик северного Пакистана, описан в 1990 году
- Cyrtopodion scabrum — египетский, или синайский, голопалый (тонкопалый) геккон[3]; распространён в Турции, Египте, Израиле, Иордании, Ираке, Иране, Саудовской Аравии, Омане, Объединённых Арабский Эмиратах, Кувейте, Эфиопии, Эритрее, Судане, Афганистане, Индии, Пакистане, интродуцирован в США (Техас)
- Cyrtopodion sistanensis; эндемик юго-восточного Ирана, описан в 2007 году
- Cyrtopodion watsoni — голопалый (тонкопалый) геккон Уотсона[3]; обитает в Афганистане и Пакистане

Также в состав рода Cyrtopodion включали род средиземноморские тонкопалые гекконы (Mediodactylus), в частности встречающиеся на территории бывшего СССР виды средиземноморский геккон (Mediodactylus kotschyi), нарынский геккон (Mediodactylus narynense), серый геккон (Mediodactylus russowii) и колючехвостый геккон (Mediodactylus spinicaudum), а также некоторые виды рода Cyrtodactylus.